# Love Life (Tamia)
Love Life è il sesto album in studio della cantante canadese Tamia, pubblicato nel 2015.

## Tracce
1. Love Falls Over Me – 3:31
2. Chaise Lounge – 3:44
3. Sandwich and a Soda – 3:14
4. Nowhere – 3:50
5. Lipstick – 4:57
6. Special – 4:49
7. Like You Do – 4:12
8. Stuck with Me – 4:46
9. No Lie – 3:37
10. Day One – 3:49
11. Black Butterfly – 4:11

Tracce Bonus - Target Edizione Deluxe
1. You Give Me Something – 3:08
2. Rise – 3:27

## Formazione
- Shep Crawford – tastiera
- Lemar Carter – batteria
- Dimitrius Collins – chitarra
- Sheri Hauck – cori
- Patrick "Guitarboy" Hayes – chitarra, archi
- Tamia Hill – voce, cori
- Philip "Prince" Lynah Jr. – basso

## Classifiche
| Classifica (2015) | Posizione raggiunta |
| ----------------- | ------------------- |
| Stati Uniti       | 24                  |